# 心理防卫机制
心理防衛機制（英語：Defense mechanism），指無意識的心理機制，其作用在於減少因不可接受或潛在有害的事物而來的焦慮。
原始防御机制是指童年生活经历所形成的防御机制，保护自己是原始防御机制的本质。心理防御机制本身越原始，其效果越差；离主观意识中的逻辑方法越远，越近似于心理潜意识。
在生理上，心理防卫机制被认为可以防止因各种心理打击而引起的心理障碍，过分或错误的应用心理防卫机制可能带来心理疾病。

## 自我防御机制的特征
- 防御机制往往是出於不自覺反應，它们是无意识的或至少是部分无意识的，真正的防御机制是无意识进行的。
- 防御机制是藉支持自尊或自我美化（或稱价值提高）而保护自己及防护自己免于受伤害。从它的作用和性质来看，可分为积极的防御机制和消极的防御机制两种。
- 防御机制似有自我欺骗的性质，即以掩饰或伪装我们真正的动机，或否认对我们可能引起焦虑的冲动、动作或记忆的存在而起作用。因此，完成自我防御机制是藉歪曲知觉、记忆、动作、动机及思维，或完全阻断某一心理过程而防御自我免于焦虑。实际上，它也是一种心理上的自我保护法。
- 防御机制本身不是病理的，它们在维持正常心理健康状态上起着重要的作用。但正常防御功能作用改变的结果可引起心理病理状态。
- 防御机制可以单一地表达，也可多种机制同时使用。

## 分类

### 按照心理成熟度分类
- 自恋心理防卫机制（一級防衛機制）：包括否定、歪曲、投射，它是一个人在婴儿早期常常使用的心理机制。早期婴儿的心理状态，属于自恋的，即只照顾自己，只爱恋自己，不会关心他人，加之婴儿的“自我界限”尚未形成，常轻易地否定、抹杀或歪曲事实，所以这些心理机制即为自恋心理机制。
- 不成熟心理防卫机制（二級防衛機制）：此类机制出现于青春期，成年人中出现也是屬于正常的。包括内向投射、退化、幻想等。
- 神经性心理防卫机制（三級防衛機制）：这是儿童的“自我”机制进一步成熟，在儿童能逐渐分辨什么是自己的冲动、欲望，什么是实现的要求与规范之后，在处理内心挣扎时所表现出来的心理机制。
- 成熟心理防卫机制（四級防衛機制）：是指“自我”发展成熟之后才能表现的防御机制。其防御的方法不但比较有效，而且可以解除或处理现实的困难、满足自我的欲望与本能，也能为一般社会文化所接受。这种成熟的防卫机制包括压抑、升华、补偿、幽默等。

### 按行为性质分类
- 逃避性防卫机制：潜抑（repression），否定（denial），退化情感（regression）[1]以及维持一个社会可以接受的自我形象或者自我行为模式。[2]
- 自骗性防卫机制：此类防卫机制含有自欺的成分，也是一种消极性的行为反应。包括反向（reaction formation），合理化（rationalization），仪式与抵消（ritual and undoing），隔离（isolation），理想化（idealization），分裂（dissociation），歪曲（distortion）。
- 攻击性防卫机制：转移（displacement），投射（projection）。
- 代替性防卫机制：幻想（fantasy），补偿（compensation）。
- 建设性防卫机制：认同（identification），升华（sublimation）。

## 常见的心理防卫机制
人类使用心理防卫机制时，有时是有意的，有时是无意的。这些心理防卫机制有些符合社会道德标准，有些则不；对生活的影响各不相同，有正有负。在所有機制中，弗洛伊德認為，壓抑是自我最基本的機制，因它先於其他防卫机制產生，同時也是其他防卫机制運行的基礎。

### 否认
否认（英語：Denial）：指无意识地拒绝承认那些不愉快的现实以保护自我。它是最原始最简单的心理防卫机制。意志薄弱而知识结构又单纯的人，常会情不自禁地使用否认机制。
- 例如：

小孩打破东西闯了祸，往往用手把眼睛蒙起来；
癌症病人否认自己患了癌症；
妻子不相信丈夫突然意外死亡；
母親發生車禍，不想接受時，拒絕接受。

### 歪曲
歪曲（英語：Distortion）是一种把外界事实加以曲解、变化以符合内心的需要，属于精神病性的心理防卫机制。用夸大的想法来保护其受挫的自尊心，这是歪曲作用的特例。因歪曲作用而表现的精神病现象，以妄想或幻觉最为常见。妄想是将事实曲解，并且坚信不疑，如顽固地认为配偶对其不贞。幻觉乃是外界并无刺激，而由脑子里凭空感觉到的声音、影像或触觉等反应，它与现实脱节，严重歪曲了现实。
- 例如：

明明昨天和女朋友分手，卻自以為要和女朋友結婚，甚至還到處向親朋好友發喜帖。

### 反作用形成
反作用形成（英語：Reaction formation）也称反向，或者矫枉过正，指意识性的采取某种与潜意识所完全相反的看法和行动，因为真实意识表现出来不符合社会道德规范或引起内心焦虑，故朝相反的途径释放。
- 例如：对丈夫前妻留下的孩子怀有敌意的继母，往往特别溺爱孩子，企图证明她没有敌视孩子。
- 古语“此地无银三百两”即属于这种情况

再如，过分热情或自我吹嘘的行为是对被压抑在无意识中的那种不好与人交往或自卑的强烈冲动的一种反应。当某人希望照顾自己却明显地照顾别人、“恨”自己真正喜欢的某人或某事物，或者“爱”自己所恨的竞争对手或所不喜爱的职务。
- 例如

某些人发现自己有同性恋倾向，无法接受，结果成为强烈的反同性恋者；
因对他人产生羡慕情绪，产生自卑心理，从而攻击对方。
在班上有暗戀的女生卻故意對她冷嘲熱諷。
相較於其他防衛機制，反作用形成更普遍發生於男性。因為男性被社會期待具備堅強的形象，但事實上大多數男性在被要求實踐為強者的過程中，對自己的缺陷反而變得更為敏感、焦慮，但這些缺陷與焦慮的感受又不能表現出來（現實環境不允許），因此男性只能藉由攻擊缺陷來掩飾焦慮、想像自己的強壯。由於男性的攻擊形象被視為合理、具有政治正確的，這正中了更多實踐強者的男性下懷，導致他們更放肆地表現出來。但在女性和思想較新穎的男性眼裡，這是一種不成熟的表現。
人類歷史上，一些引發戰爭與反人道疑慮的不當政治思潮，便是因這作用而生的，例如納粹主義。

### 转移
转移或移置（英語：Displacement）：在一种情境下是危险的情感或行动转移到另一个较为安全的情境下释放出来。通常是把对强者的情绪、欲望轉移到弱者身上。 “迁怒”就是此机制，为了减轻自我归因的不适感。
- 例如：对上级的愤怒和不满情绪，在家中对亲人发洩出来。

### 压制／潛抑
压制／潛抑（英語：Suppression / Repression）：
“压制”指当一个人产生痛苦情绪或经历心理创伤时，有意识的控制自己，避免心理上触及创伤。需要注意的是“压制”依旧存在于意识当中。人类透过控制自己，不去消耗能量思考，减少了痛苦的频率和强度，从而将影响最小化。
- 例如：一位中年妇女的独生女于十八岁时死于车祸，她非常痛苦。经过一段时间之后，每当有人提及车祸，或者交通事故时，她都会迅速的转移话题（压制）。在网上或者报纸上看到相关信息的时候，她也会快速的掠过，当做没有看见。

“潛抑”指当一个人的某种观念、情感或冲动不能被超我接受时，下意识的将极度痛苦的经验或欲望潜抑到潜意识中去，以使个体不再因之而产生焦虑、痛苦，这是一种不自觉的主动性遗忘（不是否认事实），有时表现为口误笔误。但需要注意的是，抑制在潜意识中的这些欲望还是有可能会无意识的影响人类的行为。
- 例如：一位中年妇女的独生女于十八岁时死于车祸，事情发生在十月份。当时她非常痛苦，经过一段时间以后，她把这不堪忍受的情绪抑制、存放到潜意识中去，“遗忘”了（潛抑）。可以说感情留在意识之中，而观念却被忽视了。这些潜意识中的情绪不知不觉地影响她的情绪，果然她每年十月份均会出现自发抑郁情绪，自己不知道为什么，药物治疗也无效。

### 投射
投射（英語：Projection）：也称外向投射，是主观的将属于自身的一些不良的思绪、动机、欲望、或情感，赋予到他人或他物身上，推卸责任或把自己的过错归咎于他人，从而得到一种解脱。它包括严重的偏见、因为猜疑而拒绝与人亲热、对外界危险过分警觉。
- 例如：

一个学生平素学习不努力，考试作弊，则认为别的同学学习也不努力，考试善于作弊，而且与自己比较有过之而无不及。
自己想要說謊，但卻聲稱或質疑別人想要說謊。
在學校人緣不佳、表現不好者，認為他人也交不到朋友、成績不好，極端者可能會對該人無端侮辱。
“以小人之心度君子之腹”即属于这种情况。

### 摄入
摄入（英語：Introjection）：或称内向投射，与投射作用相反。指广泛地、毫无选择地吸收外界的事物，而将它们变成自己人格的一部分。由于摄入作用，有时候人们爱和恨的对象被象征地变成了自我的组成部分。如当人们失去他们所喜爱的人时，常会模仿他们所失去人的特点，使这些人的举动或喜好在自己身上出现，以慰藉内心因丧失所爱而产生的痛苦。相反，对外界社会和他人的不满，在极端情况下变成恨自己因而自杀。内投射也可能是自罪感的表现，他们常常模仿死者的一些性格特点来减轻对死者的内疚感。内投射或仿同的对象，常是所爱，所恨和所怕的人，尤其是父母。
- 例如

一学生对勤奋用功的女同学产生情感却未能表达，暗地里开始比她更用功。
看到人類殘害動物，發現自己身為人類真是可恥而對自己感到憎恨，甚至有自殘、自殺的行為。

### 仿同
仿同或认同（英語：Identification）：是指一种无意识的，有选择性地吸收、模仿或顺从另外一个一般是自己敬爱和尊崇的人或团体的态度或行为的倾向，以对方之长归为已有，作为自己行为的一部分去表达，以此吸收他人的优点以增强自己的能力、安全感以及接纳等方面的感受，掩护自己的短处。一般说来仿同的动机是爱慕，是正常的心理现象。但仿同也可以是儿童早年的心理防御机制，是未成熟的心理活动。
- 例如：某人以与某富豪见过一面为荣。

仿同有两种，一种是近似模仿。另一种是利用别人的长处，满足自己的愿望、欲望。
- 例如：一个不帥氣的男孩子喜欢和一个漂亮的女孩子交往，他可以因为别人夸奖她的女友而感到自豪。

仿同也可分为“反感性仿同”，“向强暴者仿同”，“向失落者仿同”。
- 反感性仿同：一方面感到反感，另一方面又去仿同。
- 向强暴者仿同：向恐吓者模仿，自己也变成一模一样地去威胁或欺负比自己更弱小的人。
- 向失落者仿同：有时一个人失去他（她）所爱的人时，会模仿所失去的人的特点，使其全部或部分地出现在自己身上，以安慰内心因丧失所爱而产生的痛苦。

### 升华
升華（英語：sublimation）：被压抑的不符合社会规范的原始冲动或欲望另辟蹊径用符合社会认同的建设性方式表达出来，并得到本能性满足。这种行为一般对社会有利，从而会受到提倡和鼓励。
- 如用跳舞，绘画，文学等形式来替代性本能冲动的发洩。
- 又如：有位保险公司的火灾调查员，每次听到哪里有火灾，就马上跑过去看，以便调查起火的原因，帮助公司鉴定，是否需要负责给予赔偿。这位职员每到火灾现场时，总会产生一种说不出的兴奋。因为他从小就有这种玩火的欲望，却不会随便去放火，变成纵火犯。反而善于利用，当了一名火灾调查员，为公司服务，可以说是升华作用典型之例。
- 例如：在学校被人欺负，所以努力考进警校，以维护社会正义。

### 退化情感
退化情感（英語：Regression）：也称为倒退，退行。当人感受到严重挫折时，放弃成人的方式不用，而退到困难较少、较安全的时期——儿童时期，使用原先比较幼稚的方式去应付困难和满足自己的欲望。完全的放弃努力，让自己恢复对别人的依赖，从而彻底的逃避成人的责任。而临床上歇斯底里和疑病症常见这种退行行为。短时间、暂时性的退行现象，不但是正常的，而且是极其需要的。
- 譬如一个成年人，当遇到困难无法对付时，便觉得自己身上的“病”加重了，需要休息，以此来退回到儿童时期被人照顾的生活中去，这就是无意识地使用精神防御的退行机制。

### 幽默
幽默（英語：humour），指以幽默的语言或行为来应付紧张的情境或表达潜意识的欲望，以此表达攻击性或性欲望，可以不必担心自我或超我的抵制，在人类的幽默表现（如笑话）中关于性爱、死亡、淘汰、攻击等话题是最受人欢迎的，它们包含着大量的受压抑的思想。

### 利他
利他（英語：Altruism）：替代性而建设性为他人服务，并且本能地使自己感到满足。它包括良性的建设的反向形成、慈善行为，以及对别人的报答性服务。利他与投射及发泄的区别在于，它为别人提供的是真的而不是想象的好处。它与反向的区别是，它让应用者至少部分地得到满足。

### 压制
压制（英語：Suppression）：虽然在意识中出现了想解决矛盾冲突的冲动，而在意识或半意识中却作出予以推迟的决定。这种机制包括在寻找困难时的一线希望、把已经认识到的不舒服感受尽量缩小、在困难面前想方设法予以推迟但并不回避。用压制的人是这么说的：“我明天会考虑这件事情的”，第二天也确实记得考虑此事。

### 预期
预期（英語：Anticipation）：为未来的内心不适感受作切合实际的预期或计划。

### 理智化
理智化（英語：Intellectualization）：为在情感上让自我脱离压力事件，理智化通常不透过接受现实，而经由用有利于自己的理由来为自己辨解，将面临的窘境加以文饰，以此合理化自己的行为或处境，隐瞒自己的真实动机或境遇。理智化包括为了避免与人发生亲热的感情而对非生物给予太多的注意，或者为了免得表达出内心感情而去注意外界现实，或者为了避免感知整体而去注意无关的细节。强迫思维和行为也包括在内，虽然它们也可被认为是某种形式的内心置换。
- 例如

醫師不帶情感的面對醫院裡的生老病死以降低自己內心的焦慮。
理智化包括以下机制：隔离（Isolation）、合理化（Rationalization）、仪式性（Ritual）、抵消（Undoing）、补偿（Compensation）、魔术性思维（Magical thinking）。

#### 合理化
合理化（英語：Rationalization），指无意识地用一种似乎理性的解释来为其难以接受的情感、行为或动机辩护以使其變得可以接受。這是多種自我防衛機制中最常見的一種，用作掩盖其错误或失败，以保持内心的安宁。
例如：由於沒有花時間溫習，導致考試不合格，因此抱怨老師出的試卷太難而導致不合格。

#### 补偿
补偿（英語：Compensation）：指个人因心身某个方面有缺陷不能达到某种目标时，有意识地采取其他能够获取成功的活动来代偿某种能力缺陷而弥补因失败造成的自卑感。
- 例如：某女子因身体发育有缺陷而努力学习，以卓越成绩赢得别人的尊崇。

#### 抵消
抵消（英語：Undoing）：这是指以象征性的事情来抵消已经发生了的不愉快的事情，以补救其心理上的不舒服的一种心理防卫术。健康的人常使用此法以解除其罪恶感、内疚感和维持良好的人际关系。
- 例如

一个丈夫在酒店玩得太晚，他也许会为妻子带回较贵重的礼物来抵消他的愧咎之情。
一個小孩因為犯了過錯，刻意在父母面前表現乖巧的樣子。
有时，抵消作用不是用来弥补已经发生了的事实，而是用来抵消自己内心的罪恶感，或自己以为邪恶的念头。
- 例如：

妈妈照顾小孩，不小心让小孩碰到了门、撞到了桌角而哭起来，做妈妈的常常会用打门、打桌子的方式来哄小孩子。其实并不是作大人的相信门或桌子真会撞人，或者是打门或打桌子就帮小孩子出了气，只不过是因为内心不安，觉得自己对孩子照顾不周，故总得做出一些事情来象征“我也尽了力”，以抵消其内疚。
有一位病人，因为曾经一次不慎说错了话而出了纰漏，以后他每说一句话，就倒抽一口气，表示已把刚才的话收回来了，不算数；或用手蒙住嘴，表示我没有说，这样心理就踏实多了。
如不小心打喷嚏沾到人，说声“对不起”，以抵消自己内疚的心理。

#### 抽离
抽离（英語：Isolation）：将部分事实从意识境界中加以抽离不让自己意识到，以免引起精神上的不愉快。此处所讲的部分事实，乃是指整个事情中的一部分，最常被抽离的是与事实相关的感觉部分。
- 例如

使用委婉语描述负面事件（例如用“离开”或“长眠”等指代死亡）；
向他人講述自己創傷的故事卻說這是自己身旁朋友的案例，讓自己覺得這件事不是發生在自己身上。

### 幻想
幻想（英語：Fantasy）：指一个人遇到现实困难时，因为无力实际处理问题，就利用幻想的方法，任意想象应如何处理困难，使自己存在于幻想世界，以获得心理平衡，这也是思考上退行作用的表现。理想化作用对一个人的安全感有帮助，但会酿成虚幻的自尊，因为理想化作用带有浓厚的自我陶醉色彩。这种保护机制常被無力處理問題的人所用。理想化（Idealization）是幻想的表现之一，是指对另一个人的性格特质或能力估计做过高的评价，以获得安全感的现象。
- 例如：

“灰姑娘”型幻想，即一位在现实社会里倍受欺凌的少女，坚信她有一天可以遇到诸如英俊王子式的人物，帮助她脱离困境。
被人揍后，因为无力反抗，幻想痛打敌人以满足自己的报复心理。

### 转化
身心症，俗稱歇斯底里，佛洛伊德學派認為转化（英語：Conversion）乃源自於防衛機制中，指精神上的痛苦，焦虑转化为躯体症状表现出来，从而避开了心理焦虑和痛苦，故稱之為轉化症。今日認為是介於精神科與神經內科之間的疾病，現在稱為
- 例如

歇斯底里病人的内心焦虑或心理冲突往往以躯体化的症状表现出来，如瘫痪、失音、抽搐，晕厥、痉挛性斜颈等等，病者自己对此完全不知觉，转化的动机完全是潜意识的，是病者意识不能承认的。
要考試以前肚子就感到莫名的劇痛。

### 麻醉作用
麻醉作用（英語：Narcotization）：指暂时而剧烈地改变自己的性格或某种感觉，以期避免情绪苦恼。与神经症性否认同义。它可能包括神游、癔症性转换反映、一种突然的毫无根据的优越感或漫不经心的态度，以及短期地否认自己的行为或感情。它也包括为了消除焦虑或苦恼而显得忙忙碌碌的行为、以舞台表演“安全”表达本能欲望，以及为了麻木自己的不愉快感情而短暂地滥用某种药物或利用宗教的“欢乐”。解離比歪曲较易为别人理解，也比较体谅别人，较发泄短暂。